# Louis Eugène Gaultier de La Richerie
Louis Eugène Gaultier de La Richerie, né à Fort-de-France le 12 juin 1820 et mort le 29 juin 1886, est un officier de marine et administrateur colonial français.

## Biographie
Élève à l'École navale en 1836, il passe enseigne de vaisseau en 1842 et lieutenant de vaisseau en 1848.
En 1853, il est nommé commandant particulier des îles du Salut en 1853.
Promu capitaine de frégate en 1855, il est nommé chef d'État-major de la division navale de la Guyane. 
Il passe commissaire impérial des Établissements français d'Océanie en 1858, commandant particulier de Tahiti en 1859, commandant de la station navale locale en 1860.
La Richerie est promu capitaine de vaisseau en 1869, il est nommé gouverneur de la Nouvelle-Calédonie l'année suivante et commandant de la station navale de Nouvelle-Calédonie en 1872.
Il crée collection de livres entre 1871 et 1874 qui serviront à alimenter la Bibliothèque Bernheim lors de son ouverture de 1905.
Il est nommé major de la marine à Lorient en 1874.

## Distinctions
- Commandeur de la Légion d'honneur (7 janvier 1874)[1]